# Кліппер-Міллс (Каліфорнія)
Кліппер-Міллс (англ. Clipper Mills) — переписна місцевість (CDP) в США, в окрузі Б'ютт штату Каліфорнія. Населення — 160 осіб (2020).

## Географія
Кліппер-Міллс розташований за координатами 39°31′57″ пн. ш. 121°10′0″ зх. д. / 39.53250° пн. ш. 121.16667° зх. д. (39.532424, -121.166552).  За даними Бюро перепису населення США в 2010 році переписна місцевість мала площу 4,50 км², уся площа — суходіл.

## Демографія
Згідно з переписом 2010 року, у переписній місцевості мешкали 142 особи в 77 домогосподарствах у складі 36 родин. Густота населення становила 32 особи/км².  Було 148 помешкань (33/км²).
Расовий склад населення:
| - 92,3 % — білих - 2,1 % — корінних американців - 1,4 % — осіб інших рас |

До двох чи більше рас належало 4,2 %. Частка іспаномовних становила 3,5 % від усіх жителів.
За віковим діапазоном населення розподілялося таким чином: 9,2 % — особи молодші 18 років, 59,1 % — особи у віці 18—64 років, 31,7 % — особи у віці 65 років та старші. Медіана віку мешканця становила 55,4 року. На 100 осіб жіночої статі у переписній місцевості припадало 105,8 чоловіків;  на 100 жінок у віці від 18 років та старших — 104,8 чоловіків також старших 18 років.
Цивільне працевлаштоване населення становило 0 осіб. 